# Karin Kuster
Karin Kuster (ur. 21 listopada 1970 r.) – szwajcarska narciarka, uprawiająca narciarstwo dowolne. Najlepszy wynik na mistrzostwach świata osiągnęła podczas mistrzostw w La Clusaz, gdzie zajęła 5. miejsce w skokach akrobatycznych. Nigdy nie startowała na igrzyskach olimpijskich. Najlepsze wyniki w Pucharze Świata osiągnęła w sezonie 1996/1997, kiedy to zajęła 21. miejsce w klasyfikacji generalnej, a klasyfikacji skoków akrobatycznych była siódma.
W 1997 r. zakończyła karierę.

## Sukcesy

### Mistrzostwa Świata
| Miejsce | Dzień     | Rok  | Miejscowość | Konkurencja        | Zwycięzca         |
| ------- | --------- | ---- | ----------- | ------------------ | ----------------- |
| 19.     | 5 marca   | 1989 | Oberjoch    | Skoki akrobatyczne | Catherine Lombard |
| 11.     | 14 marca  | 1993 | Altenmarkt  | Skoki akrobatyczne | Lina Cheryazova   |
| 5.      | 19 lutego | 1995 | La Clusaz   | Skoki akrobatyczne | Nikki Stone       |
| 19.     | 9 lutego  | 1997 | Iizuna      | Skoki akrobatyczne | Kirstie Marshall  |

### Puchar Świata

#### Miejsca w klasyfikacji generalnej
- 1989/1990 – 51.
- 1991/1992 – 35.
- 1992/1993 – 26.
- 1993/1994 – 35.
- 1994/1995 – 28.
- 1995/1996 – 26.
- 1996/1997 – 21.

#### Miejsca na podium
1. Altenmarkt – 14 marca 1992 (Skoki akrobatyczne) – 2. miejsce
2. Whistler Blackcomb – 8 stycznia 1995 (Skoki akrobatyczne) – 3. miejsce
3. Le Relais – 22 stycznia 1995 (Skoki akrobatyczne) – 3. miejsce
4. Breckenridge – 21 stycznia 1996 (Skoki akrobatyczne) – 3. miejsce
5. Tignes – 7 grudnia 1996 (Skoki akrobatyczne) – 2. miejsce

- W sumie 2 drugie i 3 trzecie miejsca.